# 汉斯·普菲茨纳
汉斯·埃里希·普菲茨纳（德語：Hans Erich Pfitzner，1869年5月5日—1949年5月22日），德国作曲家、指挥家、钢琴家、音乐教育家、音乐学家，德奥末期浪漫乐派代表人。

## 生平
普菲茨纳1869年5月5日生于俄国莫斯科，他是一个乐团小提琴手的儿子，他的父亲对他进行了早期音乐教育。1872年他全家搬到美因河畔法兰克福。早在11岁初，小汉斯就创作他的第一部作品。1884年，他创作了第一首留传下的歌曲。从1886年至1890年，普菲茨纳就读于霍赫音乐学院跟随伊万·克诺尔学习作曲并跟随詹姆斯·克瓦斯特学习钢琴。他在1892年至1893年于科布伦茨音乐学院学习而在1894年开始在美因茨市剧院的担任志愿指挥。
1895年普菲茨纳便有大型作品首演，歌剧《可怜的海因里希》，以及易卜生戏剧《苏尔豪格的宴会》的配乐。1897年他移居柏林，并成为柏林施特恩音乐学院的教师。1898年，他娶咪咪·克瓦斯特，他的前钢琴老师的女儿为妻。 1903年，普菲茨纳成为柏林市西剧院首席乐团指挥，同年他的长子保罗诞生。
1905 年普菲茨纳的第二部歌剧《爱情花园的玫瑰》由马勒在维也纳宫廷歌剧院指挥首演。1906年他的次子彼得出生，1908年他的女儿艾格尼丝出生。同年，他家搬到了史特拉斯堡。普菲茨纳领导了史特拉斯堡市音乐学院和史特拉斯堡爱乐乐团的交响音乐会。 1910年，他接受聘请又领导了史特拉斯堡歌剧院，在那里他还担任音乐总监。1913年他被任命为教授。
1917年，被认为是普菲茨纳最重要的作品“音乐传奇”《帕莱斯特里纳》，由布鲁诺·瓦尔特在慕尼黑的摄政王剧院首演。复杂的戏剧中心反映了文艺复兴时期艺术和艺术家的自主权与社会的要求之间的紧张关系。帕莱斯特里纳必须谱写一部弥撒曲以调和各自矛盾的神职人员。由于他的拒绝，他被迫要作出遭受宗教裁判所的审判或自杀的选择。在完全孤立的处境下，他突发灵感写下了作品——不是因为任务，而是自身的愿望。
托马斯·曼在一篇收入在1917年10月的短文《帕莱斯特里纳》予以称赞，并在后来增扩并收录在《一个不问政治者的思考》文集中。他于1918年与其他艺术家一起创立了汉斯·普菲茨纳德国音乐协会。1917年普菲茨纳出版了《未来主义的危险》（Futuristengefahr）一书，与布索尼的《音乐艺术的新美学纲要》的新古典主义观点进行辩论。1920年，他出版的《颓废音乐的新美学：一个堕落的征兆？》，批判保罗·贝克，新音乐概念的创造者，这本书依据叔本华主义而在他的美学观点上迸发出了光辉。在他的最后一部专著《作品与再现》（1929）中，普菲茨纳作出了歌剧导演中关于台词和音乐方面，而不是戏剧方面严谨且切实可行的建议。
在第一次世界大战战败而阿尔萨斯-洛林被法国侵夺后，普菲茨纳也在1919年从史特拉斯堡撤出到了阿默湖畔雄多夫。1919与1920年间他担任慕尼黑爱乐乐团客座指挥。 1920年，他在普鲁士艺术学院主持一个大师班。
他根据约瑟夫·冯·艾兴多夫的诗谱曲的浪漫主义康塔塔《德国魂》（1921年），而同时他的最重要的器乐作品有：《降E大调钢琴协奏曲》（1922），《B小调小提琴协奏曲》（1923）和于1932年改写为交响乐的《升C小调弦乐四重奏》（1925年），这是一部在传统和声范围里的充满表情的杰作。还有一部被认为献给他死于1926年的妻子咪咪的根据米开朗基罗、歌德、康拉德·费迪南德·迈耶和理查德·德梅尔的诗写的哀乐的合唱幻想曲《黑暗世界》（1930年）。
在1929年普菲茨纳的60岁诞辰纪念的仪式，他获得了很大的公众认可。1930年他到了他在慕尼黑的住处并于第二年写了他的最后一部歌剧《心》。 1934年，他在慕尼黑国家音乐学院获得一笔养老金，并在那里与普鲁士总理戈林有巨大分歧。1936年他的儿子去世保罗。次年，普菲茨纳与他的孩子彼得和艾格尼丝发生了争吵。
在1939年，普菲茨纳与玛丽·施托尔举行了他的第二次婚礼。他不那么引人注目的70岁诞辰纪念的仪式远低于10年前。1942年普菲茨纳和他的妻子在纽伦堡附近爆炸逃过一劫，但他们在旅途中的卧铺车厢被完全摧毁。1943年他在慕尼黑的住所被炸弹击中，他搬到了维也纳。在1939年后，他的女儿艾格尼丝自杀和他次儿子彼得在1944年阵亡于苏联。普菲茨纳在1945年逃至加米施-帕滕基兴的一个难民营避难。第二年，他搬进了慕尼黑-拉梅斯道夫疗养院。 1948年，他在反德势力“去纳粹化”逆流中在慕尼黑法庭被归为“不受法律保护”类。 
1949年，他死在前往萨尔茨堡途中的第二次中风。他被埋葬在维也纳中央公墓的专用墓地。

## 音乐创作
普菲茨纳作有室内乐、管弦乐、协奏曲、歌剧等多种体裁的作品，著名的作品有：歌剧《帕莱斯特里纳》、《心》、《爱情花园中的玫瑰》，交响康塔塔《德意志之魂》（也译作《德国人》）、b小调小提琴协奏曲、降E大调钢琴协奏曲、C大调第三交响曲、a小调第三大提琴协奏曲、g小调六重奏等。

## 延伸阅读
- Taylor-Jay, Claire. . Aldershot: Ashgate. 2004. ISBN 978-0-7546-0578-2.
- Toller, Owen. . Dunstable: Toccata Press. 1997. ISBN 978-0-907689-24-9.
- Williamson, John. . Oxford: Clarendon Press. 1992. ISBN 978-0-19-816160-8.